# Фалалеев, Андрей Геркуриевич
Андрей Геркуриевич Фалалеев (англ. Andrey Falaleyev) (род. сентябрь 1955; Ленинград) — американский лингвист, практикующий переводчик-синхронист, член Международной ассоциации переводчиков конференций. Преподает синхронный перевод в Монтерейском институте в Калифорнии, США. Работает как переводчик по широкому кругу тем на многочисленных международных мероприятиях, в том числе на высшем межгосударственном уровне. Совместно со своей супругой Андрей Фалалеев является автором популярных учебных пособий по синхронному переводу.

## Биография
Андрей Геркуриевич Фалаллев родился в сентябре 1955 года в Ленинграде. По словам профессора Фалалеева, он начал изучать английский язык с 5 лет в экспериментальном детском саду. По мнению Ильи Петровича Штемлера, российского писателя, Андрей Геркуриевич с раннего детства мечтал стать синхронным переводчиком.
В 1962—1972 годах Фалалеев проходил обучение в английской спецшколе № 55 в Ленинграде. В 1973—1979 годах проходил обучение на филологическом факультете ЛГУ. В одном из свих интервью, Андрей Геркуриевич Фалалеев отмечал, что эти годы он потратил впустую. Изначально занимался юридическим и техническим переводом. В документальной повести Ильи Штемлера «Breakfast зимой в пять утра» утверждается, что эмигрировать в Америку Фалалеев планировал с середины 70-х годов.
В 1979 году Фалалеев эмигрировал в США. С 1980 года преподаёт технический синхронный перевод в Миддлберрийском колледже. Примерно до 2005 года преподавал устный последовательный перевод.
В 1984 году, по протекции Билла Уебера, декана переводческого факультета Миддлберрийского колледжа, я уже сидел в кабине на Олимпийских Играх в Лос-Анджелесе, где во французской кабине работал Никита Кирилофф, один из лучших канадских переводчиков. Он заметил способности Андрея Геркуриевича, открыл ему двери в Канаду, приглашал на конференции, учил его технике перевода, представил переводчикам американского Госдепа Наталье Латтер и Ростиславу Лаврову, которые оказывали профессиональную помощь Андрею Фалалееву в неформальной обстановке. Профессинальную помощь Андрею Геркуриевичу оказывал синхронный переводчик Стивен Пёрл.
С 1992 года активно работает в Российской Федерации, постоянно выступая с лекциями в российских вузах. Андрей Геркуриевич, впервые посетив Россию после эмиграции в 1992 году, раскритиковал преподавание синхронного перевода. По его собственным словам, оказывал услуги синхронного переводчика московским бандитам.
Ежегодно Андрей Фалалеев принимает участие в качестве переводчика-синхрониста в более 150 мероприятий. Преподаёт на курсах синхронного перевода. Переводил президентам США Форду, Картеру, Бушу-старшему, Рейгану, Клинтону; президенту СССР Горбачеву, президентам РФ Ельцину и Путину. Его голос звучал на Олимпийских играх в Лос-Анджелесе, Калгари, Атланте, Нагано, Сиднее, Солт-Лейк Сити, Пекине. Некоторое время Андрей Геркуриевич Фалалеев работал в Брауновском университете, Стэнфордском университете, Гарвардском университете, Университете Беркли, Государственном университете Юты, Университете штата Айова; Массачусетском Технологическом Институте.
С 2012 года является членом Международной ассоциации переводчиков.
По мнению Фалалеева, высказанном в 2023 году, каждый успешный переводчик-синхронист должен стать миллионером. Ранее Фалалеев утверждал, что «больших денег в синхроне просто нет».
На 2020 год Фалалеев проживал в США. На 2023 год проживает в Санкт-Петербурге.

## Методика преподавания синхронного перевода
Методика преподавания синхронного перевода является индуктивной. Фалалеев, обучая студентов, идёт не от теории к практике, а от демонстрации к практике. Система Фалалеева построена на обилии тренингового материала.
Прогрессивной чертой методики Фалалеева является активное использование материалов с сайта ted.com. Вторым положительным аспектом методики, как отмечает коллега профессора Фалалеева, является обилие актуальных лексических единиц, представленных в упражнениях Фалалеева и Малофеевой.
Выработка навыка синхронного осуществляется — по мнению автора — путем автоматизации навыка при помощи перевода в течение многих часов около 8 000 устойчивых словосочетаний. Словосочетания следуют одно за другим в быстрой последовательности. По мнению Фалалеева, в момент реального синхронного перевода усвоенное таким образом словосочетание должно возникнуть в сознании переводчика.
Синхронный, по мнению профессора, существует в так называемых «двух режимах». В «первом режиме» перевод осуществляется, например, в международных организациях. «Второй режим» это «наивысшая точка» СП и «настоящий перевод», выше которого ничего нет. Во «втором режиме» синхронный перевод осуществляется в случае повышенной скорости говорения докладчика при помощи словесной компрессии и неких других переводческих приёмов, не использующихся в «первом» режиме. С лингвистической точки зрения данная теория является весьма спорной.
Языковой материал и осваиваемые приемы не организованы тематически. Разнородность материала и задач — лишь мнимая, так как он организован по принципу так называемой «рассеянной матрицы», на фоне которой происходят «сгущения» похожих приемов, образующие отдельные участки «плотной матрицы».
В статье Ирины Сергеевны Алексеевой указывается, что несмотря на отрицание значения теории в методике Фалалеева, сам Фалалеев в своих книгах активно использует лингвистическую и переводоведческую терминологию. По мнению Алексеевой, Фалалеев, сам того не ведая, разработал свою науку о переводе. Алексеева в своей статье о данной методике поддерживает односторонний, реакционный идуктивизм Фалаллева, хотя она указывает на то, что профессор Фалалеев использует понятия, выработанные несколькими поколениями переводоведов и лингвистов.
Методика Андрея Фалалеева основана на достижениях идиоматики. В его пособиях для будущих переводчиков особе внимание уделяется идиомам, поэтому упражнения составлены в них не по тематическому принципу. Кирилл Флёров, один из критиков методики Фалалеева утверждает, что на начальных этапах обучения тематический принцип построения материалов необходим.
Андрей Фалалеев критически относится к уровню подготовки синхронных переводчиков в российских вузах, считает переводоведение псевдонаукой. По мнению Фалалеева, теоретизирование, свойственное российским преподавателям синхронного перевода, является излишним. Фалалеев в своих публичных выступлениях неоднократно проводит параллели между боевыми искусствами и синхронным переводом.
По мнению лингвиста Фалалеева, синхронному переводу может обучить только синхронный переводчик. Проблема преподавания синхронного перевода в российских вузах состоит именно в отсутствии практикующих переводчиков-синхронистов, обучающих переводу. Только Санкт-Петербургская высшая школа перевода может похвастаться высоким уровнем преподавания синхронного перевода.

## Личная жизнь
Женат на переводчице А. Малофеевой. Старший сын — переводчик с китайского языка.

## Интересы и увлечения
В документальной повести Ильи Штемлера «Breakfast зимой в пять утра» утверждается, что ранее Андрей Фалалеев придерживался анархо-коммунизма.
36 лет практикует дзэн-буддизм. Занятия восточными единоборствами, увлечение историей буддийского монашества оказало огромное влияние на мировоззрение профессора.

## Список публикаций
- А. Фалалеев, А. Малофеева. Упражнения для синхрониста. Лицевая рукопись. Самоучитель устного перевода с английского на русский. — Перспектива. — Москва, 2023. — 192 с. — (Высшая школа перевода).
- А. Фалалеев, А. Малофеева. Упражнения для синхрониста. Зеленое яблоко. Самоучитель устного перевода с английского на русский. — Москва: Перспектива, 2022. — 187 с. — (Упражнения для синхрониста).
- А. Фалалеев, А. Малофеева. Упражнения для синхрониста. Беспилотник. Самоучитель устного перевода с английского на русский. — Перспектива. — Москва, 2021. — 192 с. — (Высшая школа перевода).
- А. Фалалеев, А. Малофеева. Упражнения для синхрониста. Вертолёт береговой охраны. Самоучитель устного перевода с английского на русский. — Перспектива. — Москва, 2021. — 192 с. — (Высшая школа перевода).
- А. Фалалеев, А. Малофеева. Упражнения для синхрониста. Медоносная пчела. Самоучитель устного перевода с английского на русский. — Перспектива. — Москва, 2021. — 192 с. — (Высшая школа перевода).
- А. Фалалеев, А. Малофеева. Упражнения для синхрониста. Глазунья. Самоучитель устного перевода с английского на русский. — Москва: Перспектива, 2020. — 176 с. — (Упражнения для синхрониста).
- А. Фалалеев, А. Малофеева. Упражнения для синхрониста. Камея. Самоучитель устного перевода с английского на русский. — Перспектива. — Москва, 2020. — 208 с. — (Высшая школа перевода).
- А. Фалалеев, А. Малофеева. Упражнения для синхрониста. Ваза династии Мин. Самоучитель устного перевода с английского на русский. — Перспектива. — Москва, 2020. — 208 с. — (Высшая школа перевода).
- А. Фалалеев, А. Малофеева. Упражнения для синхрониста. Японский клён. Самоучитель устного перевода с английского на русский. — Перспектива. — Москва, 2020. — 208 с. — (Высшая школа перевода).
- А. Фалалеев, А. Малофеева. Упражнения для синхрониста. Русский малахит. Самоучитель устного перевода с английского на русский. — Перспектива. — Москва, 2019. — 208 с. — (Высшая школа перевода).
- А. Фалалеев, А. Малофеева. Упражнения для синхрониста. Умильные мордочки енотов. Самоучитель устного перевода с английского на русский. — Перспектива. — Москва, 2016. — 208 с. — (Высшая школа перевода).
- А. Фалалеев. Устный перевод глазами тренера // Мосты. Журнал переводчиков. — 2013. — № 4(40). — С. 67—71.